# 山湍蛙
山湍蛙（学名：Amolops monticola）为赤蛙科湍蛙属的两栖动物。其种加词“monticola”意为“生长在山地的”。在中国大陆，分布于西藏等地，一般生活于阴湿、陡峻以及急流溪边石上或溪边朽木下。其生存的海拔范围为850至2350米。该物种的模式产地在印度。